# Egeln
Egeln is een gemeente in de Duitse deelstaat Saksen-Anhalt, en maakt deel uit van de Landkreis Salzlandkreis.
Egeln telt 3.200 inwoners.
De plaats was van 1676 tot 1785 een commende van de Pruisische Ordre de la Générosité die feodale inkomsten genoot

## Indeling gemeente
De volgende Ortsteile maken deel uit van de gemeente:
- Egeln Nord (voor 1953 Bleckendorf)

## Cultuur en bezienswaardigheden
In het zuidelijke deel van de stad Egeln bevindt zich het klooster Marienstuhl met een mooie barokkerk.
Bij Egeln bevindt zich een windmolenpark met tot 2007 de grootste windturbines, de Enercon E-112 met een vermogen van 4,5 MW.

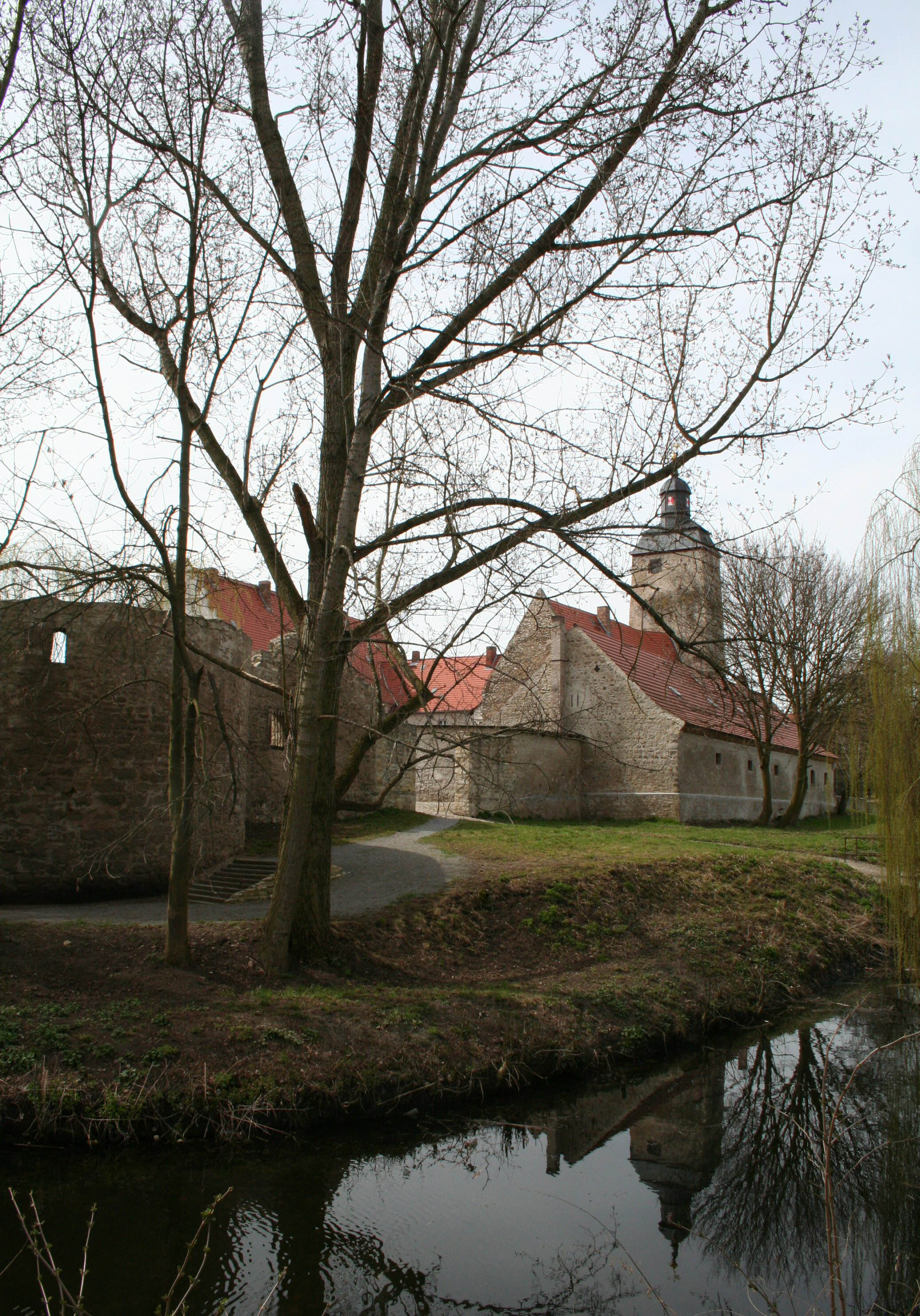
Waterburcht in Egeln
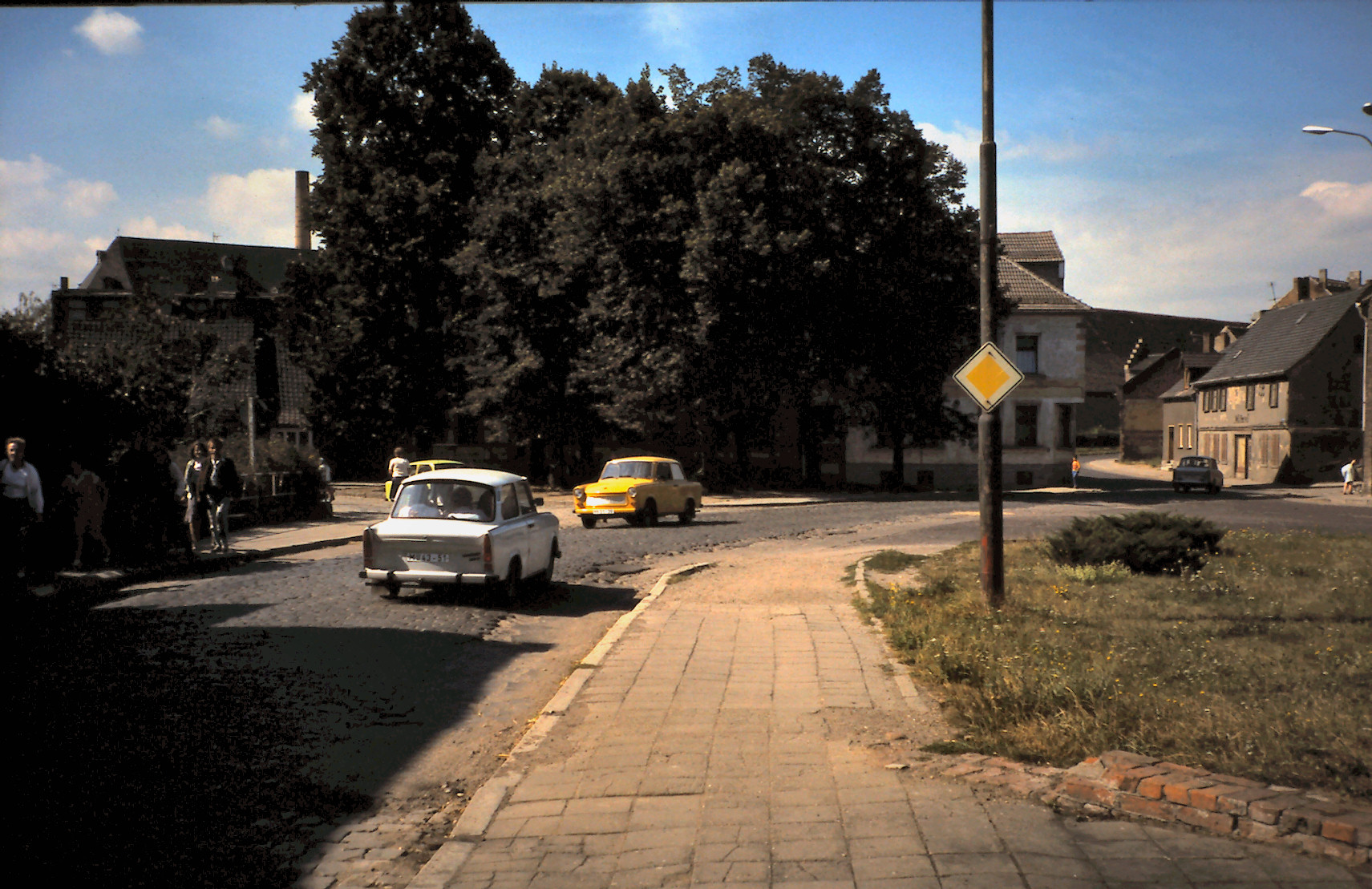
Straatbeeld Egeln in 1988

## Geboren
- Ruth Fuchs (1946-2023), atlete en politica

Alsleben (Saale) ·
Aschersleben ·
Barby ·
Bernburg (Saale) ·
Bördeaue ·
Börde-Hakel ·
Bördeland ·
Borne ·
Calbe (Saale) ·
Egeln ·
Giersleben ·
Güsten ·
Hecklingen ·
Ilberstedt ·
Könnern ·
Nienburg (Saale) ·
Plötzkau ·
Schönebeck ·
Seeland ·
Staßfurt ·
Wolmirsleben